# Текстильщик (Тверська область)
Текстильщик (рос. Текстильщик) — селище в Конаковському районі Тверської області Російської Федерації.
Населення становить 35 осіб. Входить до складу муніципального утворення Козловське сільське поселення.

## Історія
Від 2005 року входить до складу муніципального утворення Козловське сільське поселення.

## Населення
| 2008 | 2010 |
| ---- | ---- |
| 91   | ↘35  |